# Alí Rodolfo Reyes
Alí Rodolfo Reyes (9 de febrero de 1993) es un futbolista colombiano que juega como Centrocampista.

## Clubes
| Club              | País     | Año  |
| ----------------- | -------- | ---- |
| Deportivo Cali    | Colombia | 2013 |
| Depor Fútbol Club | Colombia | 2014 |
| Deportivo Cali    | Colombia | 2015 |
| Depor Fútbol Club | Colombia | 2015 |
| Deportivo Pereira | Colombia | 2016 |
| Cortuluá          | Colombia | 2017 |

## Palmarés

### Torneo Nacionales
| Título          | Equipo         | País     | Año  |
| --------------- | -------------- | -------- | ---- |
| Torneo Apertura | Deportivo Cali | Colombia | 2015 |

- Datos: Q20016534